# Club Deportivo Armenio
El Club Deportivo Armenio es un club de fútbol argentino, fundado el 2 de noviembre de 1962. Es originario de la Ciudad de Buenos Aires; pero tiene su estadio en la localidad de Ingeniero Maschwitz, ubicada en el partido de Escobar, perteneciente a la provincia de Buenos Aires. Participa en la Primera B, tercera división para los clubes directamente afiliados a la AFA.
El logro futbolístico más importante del club fue la obtención del campeonato del primer Nacional B de la historia el de la temporada 1986/87, que le permitió ascender a Primera División, donde se mantuvo por dos temporadas. Allí su mejor desempeño fue finalizar 13°, lo que le permitió acceder a la Liguilla de Clasificación a la Copa Libertadores, en la cual superó en Primera Fase a Ferro y luego cayó en la segunda ante Platense.
Su estadio lleva el nombre de Armenia y tiene una capacidad para alrededor de 8000 espectadores.

## Rivalidades
Tiene enemistad con Fénix, hasta hace unos pocos años instalado en Pilar, ciudad limítrofe a la de Armenio, y Villa Dálmine, por su cercanía y por el largo historial de partidos entre ambas instituciones.

## Historia
El Club Armenio de Fútbol fue fundado el 2 de noviembre de 1962 por un grupo de integrantes de la colectividad armenia en Argentina, con el objetivo de centralizar la representación de dicha comunidad en eventos deportivos. En 1968 cambió el nombre a Club Deportivo Armenio y dos años más tarde se afilió a la AFA.
Comenzó jugando en el Torneo de Aficionados, consagrándose campeón luego de tres años en dicha categoría de la mano del histórico ex arquero Amadeo Carrizo, ascendiendo de esta manera a la Primera C. Luego de cuatro temporadas en esa categoría vuelve a ascender, esta vez a la Primera B, acomodándose rápidamente a la divisional. En la temporada 1986 logra clasificarse para disputar el primer Torneo Nacional B de la historia, del cual se consagra campeón sorpresivamente.
En esa temporada 1986/87 Armenio rompió el récord en la Argentina de la mayoría de partidos sin perder, con una racha de 34 partidos sin conocer la derrota. El entrenador de Armenio en ese momento era Alberto Parsechian y el capitán era Miguel Gardarian.
Tras esta exitosa campaña el club logró el ascenso a la Primera División de Argentina. Su mejor resultado fue obtenido en esa temporada logrando el 13.er lugar en la temporada 1987/88, seguido por el descenso la temporada siguiente. En esa temporada obtuvo una de las dos victorias más memorables de su historia al vencer 3-2 a River Plate tras ir perdiendo 2-0. Ese día, los 3 goles fueron anotados por Raúl Edmundo Wensel.
La otra victoria memorable fue en la misma temporada, contra Boca Juniors, en La Bombonera. Armenio ganó ese día 1:0, con un gol de Silvano Maciel. Este partido fue el último en la carrera de Hugo Gatti, porque cometió un error que hizo que Boca perdiera ese partido. Por eso su entrenador en ese momento (José Omar Pastoriza) decidió no tenerlo más en cuenta.
Tanto el escudo como su camiseta cambiaron con el paso del tiempo pasando de utilizar los colores blanco y negro con detalles verdes a los colores de la Bandera de Armenia. En la actualidad si bien, esos colores son los principales, alterna en su indumentaria con los colores utilizados anteriormente.

## Estadio
En un comienzo, al no tener estadio propio, el club hacía de local en la vieja cancha de Platense, ubicada en Manuela Pedraza y Crámer o en el Sindicato de Obreros y Empleados Municipales. Durante el campeonato en el que se consagró campeón del Nacional B y su paso por la Primera División, ejerció la localía mayoritariamente en el nuevo estadio de Platense, ubicado en Vicente López.
El 14 de marzo de 1992 inaugura su propio estadio, el Estadio Armenia, ubicado en la localidad de Ingeniero Maschwitz, perteneciente al Partido de Escobar, Argentina; ubicado entre la intersección de la calle Quintana con la Ruta Provincial 26.  Consta con capacidad para 8000 espectadores.  La inauguración del estadio fue en un partido correspondiente a la 29ª fecha de la Primera B 1991/92 en el que empató 1-1 ante All Boys. 

## Uniforme
En un principio su camiseta era blanca con vivos negros, y luego pasó a ser blanca con vivos verdes. Actualmente su camiseta es blanca con franjas diagonales en rojo, azul y naranja en representación de la bandera de Armenia; al igual que los colores del escudo, utiliza pantalón blanco, y medias rojas .
- Uniforme titular: Camiseta blanca con vivos rojos, azules y naranjas, pantalones blancos y medias rojas.

- Uniforme alternativo: Camiseta negra con vivos rojos, azules y naranjas, pantalones negros y medias rojas.

|  | 1962-1992 | 1993-1994 | 1994-2002, 2022 | 2002-2010, 2013-2016 | 2010-2012, 2016 | 2015 (Centenario del Genocidio) |

| Período       | Proveedor  |
| ------------- | ---------- |
| 1977-1982     | Athleta    |
| 1983-1992     | Puma       |
| 1993-1994     | Topper     |
| 1994-2001     | Puma       |
| 2001-2002     | Mebal      |
| 2002-2005     | LAG        |
| 2005-2010     | Kappa      |
| 2010-2015     | Sport Lyon |
| 2016-2023     | Cabalino   |
| 2023-Presente | Masbar     |

| Período       | Patrocinador                          |
| ------------- | ------------------------------------- |
| 1981-1982     | Chitex                                |
| 1983          | Puma                                  |
| 1984-1985     | Adhesivo Ful-Stick                    |
| 1986-1987     | Athleta                               |
| 1987-1988     | Estímulo                              |
| 1988-1989     | El Cronista Comercial                 |
| 1989-1990     | Menem Presidente                      |
| 1990-1991     | Adhesivo Ful-Stick                    |
| 1991-1992     | El Mangrullo                          |
| 1993-1995     | Medicorp                              |
| 1995-1996     | Fondos Leal S.A.                      |
| 1996-2000     | Kalciyan                              |
| 2000-2001     | Aretha/Kalciyan                       |
| 2001-2002     | Carnes Rosenbusch                     |
| 2002-2003     | Kalciyan                              |
| 2003-2004     | Pinturerias Rex/Andros                |
| 2004-2006     | Pinturerias Rex/Kalciyan              |
| 2006-2007     | Kalciyan                              |
| 2007-2009     | Kalciyan/Cerro                        |
| 2009-2011     | Kalciyan/Ibutenk                      |
| 2011-2013     | Kalciyan/Parrilla La Brigada          |
| 2013-2014     | Kalciyan/Pharma Tec                   |
| 2014-2015     | Kalciyan/Synergia Group               |
| 2015          | Kalciyan/Secco/Synergia Group         |
| 2016-2017     | Kalciyan/Secco/ENA                    |
| 2017-2019     | Kalciyan/Municipalidad de Escobar     |
| 2019-2020     | Paraná Seguros                        |
| 2021          | ExtraMédica                           |
| 2022          | Kalciyan/Paraná Seguros               |
| 2023-Presente | Kalciyan/TN&Platex/Textil Rioplatense |

## Jugadores

### Plantel Profesional 2023
Fuentes: Solo Ascenso

## Jugadores destacados

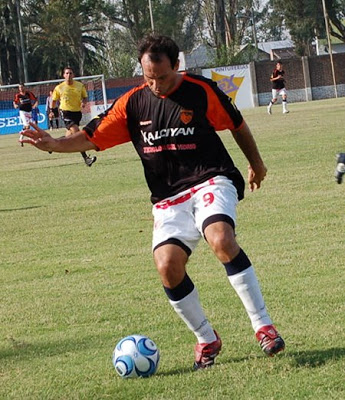
Mauro Matos en Deportivo Armenio, temporada 2007/08.

Raúl Edmundo Wensel, delantero que se destacó en la temporada 1987/88 al anotar los tres goles en la histórica victoria 3-2 sobre River Plate en el Estadio Monumental.
Mauro Matos, jugador campeón de América con San Lorenzo en 2014, de gran trayectoria en el fútbol argentino, tuvo un paso por Armenio en la temporada 2007/08.
José Andrés Bilibio, defensor argentino que inició su carrera en Armenio y posteriormente se nacionalizó armenio, llegando a representar a la selección de Armenia en las eliminatorias para la Eurocopa 2004.
Guillermo Faría, volante que tuvo dos etapas en el club y también jugó en el FC Pyunik de Armenia, donde se consagró campeón de la liga en 2007.
Héctor Scotta, delantero histórico del fútbol argentino que tuvo un paso por el club en la temporada 1983-84.
Jorge José Benitez, mediocampista histórico de Boca Juniors (dónde conquistó la Copa Libertadores 1977 y 1978), tuvo un paso por Armenio en 1984.

## Partidos destacados
Campeonato 1987/88: victoria 3-2 ante River Plate en el Monumental, con tres goles de Raúl Wensel. 
Campeonato 1988/89: victoria 1-0 ante Boca Juniors con gol de Silvano Maciel, tras un error del arquero Hugo Orlando Gatti. 
Copa Argentina 2025: empate 3-3 y posterior victoria 5-4 en penales a Talleres de Córdoba, eliminándolo del certamen. 

## Datos del club
Actualizado hasta la temporada 2024 inclusive.
- Temporadas en Primera División: 2 (1987/88-1988/89)
- Temporadas en Segunda división: 11
  - Primera B: 9 (1977-1984, 1986)
  - Primera B Nacional: 2 (1986/87, 1989/90)
- Temporadas en Tercera división: 38
  - Primera C: 5 (1973-1976, 1985)
  - Primera B: 33 (1990/91-2016, 2019/20-)
- Temporadas en Cuarta división: 6
  - Primera D: 3 (1970-1972)
  - Primera C: 3 (2016/17-2018/19)

## Palmarés
- Primera B Nacional (1): 1986/87
- Primera C (1): 1976
- Primera D (1): 1972

### Otros logros
- Ascenso a Primera B por Torneo Reducido (1): 1985
- Clasificación para jugar el Nacional B (1): 1986
- Subcampeón de la Primera B (1): 1997/98
- Subcampeón de la Primera C (2): 1985, 2018/19

## Goleadas

### A favor
- En Primera A: 4-0 a Newell's Old Boys en 1988.
- En Nacional B: 4-0 a Central Córdoba de Santiago del Estero en 1987, Concepción de Tucumán en 1987, Los Andes en 1987.
- En Primera B: 8-1 a Deportivo Merlo en 2002.
- En Primera B: 6-0 a Defensores de Belgrano en 2007.
- En Primera C: 8-1 a Defensores Unidos en 1973
- En Primera C: 6-1 a Deportivo Merlo en 1976
- En Primera D: 9-0 a Pilar en 1972.

### En contra
- En Primera A: 0-5 vs Argentinos Juniors en 1989.
- En Nacional B: 0-6 vs Cipolletti de Río Negro en 1990.
- En Primera B: 0-5 vs Nueva Chicago en 1980, Talleres (RdE) en 1981, Ferro Carril Oeste en 2001, Brown de Adrogué en 2012.
- En Primera C: 0-5 vs Villa Dálmine en 1975.
- En Primera D: 1-6 vs Juventud Unida en 1970.